# Émile Belin
Pour les articles homonymes, voir Belin.
Émile Eugène Belin (1853-1937) est un général de division français dont le nom est associé à la Première Guerre mondiale. Il fut un proche conseiller du Maréchal Joffre.

## Biographie

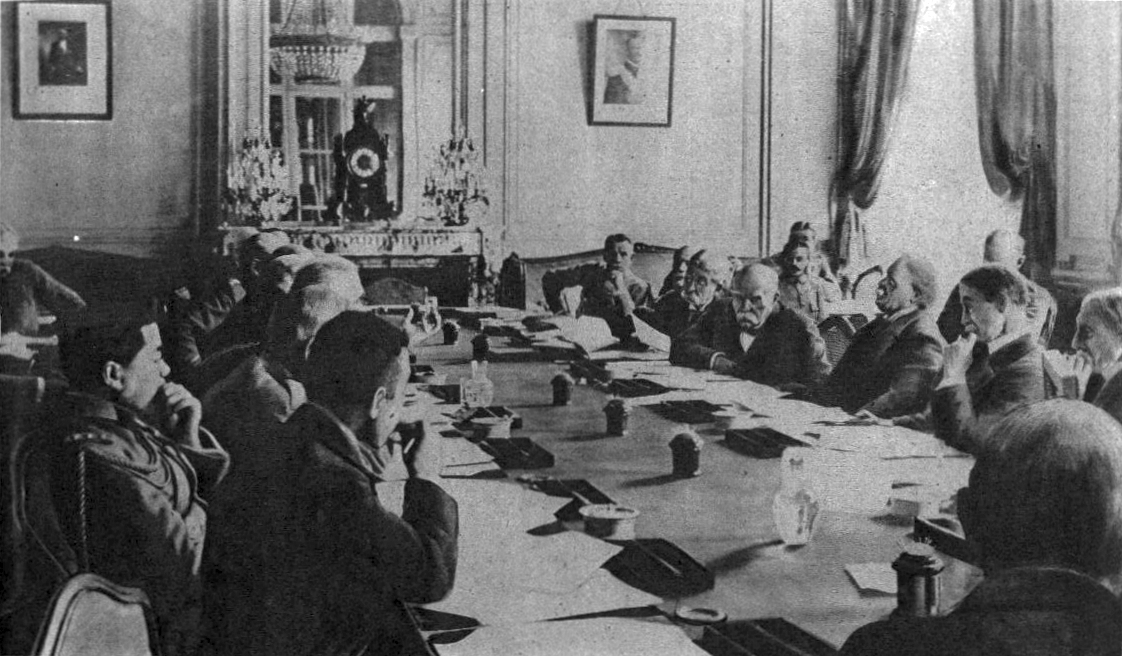
Photographie de la conférence de Versailles. Belin est au fond à droite, se tenant le menton, à côté de Foch.

### Grades
- 16/11/1872 : élève à l'École militaire de Saint-Cyr
- 01/10/1874 : sous-lieutenant
- 31/05/1879 : lieutenant
- 19/11/1884 : capitaine
- 02/10/1893 : chef de bataillon
- 03/04/1899 : lieutenant-colonel
- 26/04/1906 : colonel
- 24/06/1910 : général de brigade
- 02/07/1913 : général de division
- 09/08/1914 : rang et prérogatives de commandant de corps d'armée

### Postes
- 26/04/1906 : chef de corps du 67e régiment d'infanterie
- 19/03/1910 : commandant de la 15e Brigade d'Infanterie et des subdivisions de région de Laval et de Mayenne.
- 24/06/1910-23/10/1912 : membre du Comité technique d'État-Major.
- 23/10/1912-29/11/1913 : commandant de la  15e Division d'Infanterie et des subdivisions de région de Chalon-sur-Saône, de Mâcon, d'Auxonne et de Dijon
- 29/11/1913 : premier sous-chef d'état-major de l'Armée et membre du Comité technique d'État-Major.
- 02/08/1914 : major général du théâtre des opérations du Nord et du Nord-Est
- 22/03/1915 : inspecteur général de tous les organes du service de l'Arrière.
- 29/05/1917 : placé dans la section de réserve
- 13/09/1917 : en mission.
- 16/10/1917 : replacé dans la section de réserve.
- 10/04/1918 : représentant militaire français au Conseil Supérieur de la Guerre allié
- 24/10/1919 : replacé dans la section de réserve

## Décorations

### Décorations françaises
- Grand officier de la Légion d'honneur (décret du 1 mai 1917)
  -  Commandeur de la Légion d'honneur (décret du 26 octobre 1912)
  -  Officier de la Légion d'honneur (décret du 12 juillet 1911)
  -  Chevalier de la Légion d'honneur (décret du 18 septembre 1895)
- Croix de guerre 1914-1918
- Médaille interalliée 1914-1918
- Médaille commémorative de la guerre 1914-1918

### Décorations étrangères
- Croix de guerre 1914-1918 ( Belgique)
- : Distinguished Service Medal ( États-Unis)
- Grand officier de l'Ordre des Saints-Maurice-et-Lazare ( Royaume d'Italie)
  -  Commandeur de l'Ordre des Saints-Maurice-et-Lazare
  -  Officier de l'Ordre des Saints-Maurice-et-Lazare
  -  Chevalier de l'Ordre des Saints-Maurice-et-Lazare
- Chevalier commandeur de l'Ordre de Saint-Michel et Saint-Georges ( Royaume-Uni)